# Ryzyko dolnostronne
Ryzyko dolnostronne (ang. downside risk) – ryzyko finansowe związane ze stratami. Terminem tym określa się ryzyko, że rzeczywisty zwrot będzie niższy od oczekiwanego, a także niepewność co do wielkości tej różnicy.
Odchylenie standardowe (przykład miary rozproszenia) mierzy zarówno ryzyko dolno-, jak i górnostronne (ang. upside risk), zaś stosowane w finansach miary ryzyka, takie jak Value at Risk, opisują ryzyko dolnostronne. Ryzyko dolnostronne można również mierzyć za pomocą bety dolnostronnej lub za pomocą ujemnego semiodchylenia od celu.